# Simona Malato
Simona Malato (Erice, 16 maggio 1975) è un'attrice italiana, candidata al Nastro d'argento alla migliore attrice non protagonista per Misericordia.

## Biografia
Simona Malato è nata il 16 maggio 1975 a Erice. Dopo aver partecipato a diverse produzioni teatrali, ha debuttato al cinema nel 2009 con Baarìa di Giuseppe Tornatore. Dal 2016 al 2018 ha recitato in alcuni episodi di La mafia uccide solo d'estate, mentre nel 2017 è comparsa in L'ora legale di Ficarra e Picone. Nel 2020 ha interpretato Maria in Le sorelle Macaluso di Emma Dante. Grazie a questo ruolo ha vinto il Globo d'oro alla miglior attrice. Nel 2023 ha impersonato Lina in Stranizza d'amuri e Betta in Misericordia, grazie al quale è stata candidata al Nastro d'argento alla migliore attrice non protagonista.

## Filmografia

### Attrice

#### Cinema
- Baarìa, regia di Giuseppe Tornatore (2009)
- L'ora legale, regia di Ficarra e Picone (2017)
- Mario soffia sulla cenere, regia di Castiglione Alberto (2017)
- Le sorelle Macaluso, regia di Emma Dante (2020)
- Cargo, regia di Peppino Sciortino (2021)
- Una femmina, regia di Francesco Costabile (2022)
- Spaccaossa, regia di Vincenzo Pirrotta (2022)
- Stranizza d'amuri, regia di Giuseppe Fiorello (2023)
- Misericordia, regia di Emma Dante (2023)

#### Televisione
- La mafia uccide solo d'estate - serie TV, 5 episodi (2016-2018)
- L'onore e il rispetto - serie TV, episodio 5x02 (2017)
- Solo per passione - Letizia Battaglia fotografa - miniserie TV (2022)

#### Cortometraggi
- Full of Life, regia di Vincenzo Mineo (2016)
- Jabal la montagna, regia di Alessio Genovese (2021)
- A Cuore Chiuso, regia di Gabriele Di Sazio (2021)
- The Distance Between Us, regia di Elisa Paloschi (2021)

### Sceneggiatrice
- The Distance Between Us, regia di Elisa Paloschi - cortometraggio (2021)

## Riconoscimenti
- Nastro d'argento
  - 2024 - Candidatura alla migliore attrice non protagonista per Misericordia
- Globo d'oro
  - 2021 - Migliore attrice per Le sorelle Macaluso[14]